# Мартиросян, Гагик Амаякович
Га́гик Амая́кович Мартирося́н (арм. Գագիկ Հմայակի Մարտիրոսյան, 14 января 1951, село Гладзор Ехегнадзорский район) — армянский политический и хозяйственный деятель. Бывший Советник и Главный Советник премьер-министра Республики Армения.
- 1958—1968 — Ехегнадзорская средняя школа № 1.
- 1968—1974 — Ереванский политехнический институт. Инженер-строитель.
- 1974—1979 — работал в Ехегназдорском строительно-монтажном управлении треста «Джермукстрой» бригадиром, мастером, главным инженером, начальником СМУ.
- 1979—1980 — был заместителем председателя областного исполнительного объединения Ехегнадзора.
- 1980—1986 — работал на тресте «Джермукстрой», главным инженером, а позже директором.
- 1987—1990 — возглавлял отдел промышленности в министерстве строительства Армянской ССР, одновременно был директором треста «Араратшин».
- 1990—1993 — депутат Верховного совета Армянской ССР.
- 1990—1993 — министр строительства Армении.
- 1993—1995 — государственный министр Армении.
- 1995—1998 — министр энергетики Армении.
- 1998—1999 — министр-координатор производственных инфраструктур Армении.
- 1999—2004 — председатель комитета водного хозяйства Армении.
- 2004—2008 — советник премьер-министра Армении.
- 2008—2014 — вице-президент компании «ИТЕРА»
- 2015—2016 — президент компании «КЭСК»
- С 2016—2018 — главный советник премьер-министра Республики Армения